# 2478 Токай
2478 Токай (2478 Tokai) — астероїд головного поясу, відкритий 4 травня 1981 року.
Тіссеранів параметр щодо Юпітера — 3,640.
Названо на честь міста Токай (яп. とうかい(東海) то:кай).